# Bryce Huff
Bryce Huff (Mobile, 17 aprile 1998) è un giocatore di football americano statunitense che milita nel ruolo di defensive end per i Philadelphia Eagles della National Football League (NFL).

## Carriera

### New York Jets
Dopo non essere stato scelto nel Draft, Huff firmò con i New York Jets il 6 maggio 2020. Il 5 settembre fu annunciato che era rientrato nei 53 uomini del roster per l’inizio della stagione regolare. Debuttò nella NFL il 27 settembre 2020, contro gli Indianapolis Colts, facendo registrare un passaggio deviato nella sconfitta per 36-17. Nella settimana 6 contro i Miami Dolphins fece registrare il suo primo sack ai danni di Ryan Fitzpatrick nella sconfitta per 24–0.
Huff iniziò la stagione 2021 come linebacker titolare dei Jets. Disputò le prime sei gare in quel ruolo prima di essere inserito in lista infortunati il 4 novembre 2021 per un problema alla schiena. Tornò nel roster attivo il 18 novembre.
Divenuto free agent prima dell’inizio della stagione 2023, Huff firmò per un altro anno con i Jets e chiuse l’annata con un nuovo primato personale di 10 sack.

### Philadelphia Eagles
L’11 marzo 2024 Huff firmò con i Philadelphia Eagles. In quella stagione saltò cinque partite a causa della rottura di un legamento del polso, facendo ritorno dalla lista infortunati il 28 dicembre. Durante la vittoria del Super Bowl LIX contro i Kansas City Chiefs fu inattivo.

### San Francisco 49ers
Il 2 giugno 2025 Huff fu scambiato con i San Francisco 49ers per una scelta dei giri intermedi del Draft 2026.

## Palmarès
- Super Bowl : 1

Philadelphia Eagles: LIX
- National Football Conference Championship:1

Philadelphia Eagles: 2024